# Thaïs (prénom)
Pour les articles homonymes, voir Thaïs.
Thaïs [ta.'is] est un prénom féminin, même si rarement porté par des hommes. D'origine grecque, formé sur la racine thaïs (« lien, bandage, bandeau sur la tête ») et fêté le 8 octobre.
Le prénom doit sa fortune à la fameuse courtisane d'Athènes, compagne notamment d'Alexandre le Grand.
Selon la légende dorée, Thaïs était au IVe siècle une belle courtisane égyptienne qui fut enfermée durant trois ans dans une cellule. Délivrée sur les conseils de Saint Antoine, elle ne vécut que 15 jours et mourut dans la paix de Dieu. Cette légende a inspiré divers artistes (Anatole France, Jules Massenet).
Selon d'autres sources, cette légende reprendrait celle d'une courtisane qui fut la maîtresse d'Alexandre le Grand puis de Ptolémée Ier.

## Variantes
- Français : Tahys, Taïs, Thays, Taissa
- Anglais : Thaïsc
- Polonais : Taida

## Popularité du nom
La Renaissance a lancé ce prénom en Europe, sans grand succès, s'agissant d'un prénom de courtisane,. C'est l'opéra de Massenet qui le relance  au XIXe siècle. Le prénom Thaïs a été autorisé par la loi du 1er avril 1803. 
Actuellement, Thaïs est un prénom mixte, majoritairement féminin[réf. non conforme].
En 2013, il est porté par près de 7 000 personnes en France et figure dans les 200 prénoms les plus populaires.

## Postérité dans l'art et la littérature
On la représente généralement en train de brûler ses richesses et ses parures, ou en train de prier dans une cellule tout en montrant un rouleau de papier portant ces mots : « Toi qui m'as vraiment créée, aie pitié de moi. »
- Thaïs (1890) est un roman d'Anatole France ;
- Thaïs (1894) est un opéra en trois actes et sept tableaux de Jules Massenet, adapté du roman d'Anatole France.

Voir aussi : Thaïs (sainte). Et François Villon, Ballade des dames du temps jadis. 